# Васиштха
Васи́штха (санскр. वसिष्ठ, IAST: Vasiṣṭha «самый богатый», «великолепнейший») — в ведийской и индуистской мифологии один из семи божественных мудрецов, риши, духовный сын Брахмы, один из прародителей земных существ, муж Арундхати, отец мудреца Шактри, царя Шурасены Читракету, и дед мудреца Парашары. Семейный наставник правителей Солнечной династии; гуру Рамы (седьмой аватары Вишну): он указал Раме путь к высшей цели жизни человека — мокше. Упоминания о нём содержатся в Ригведе, Махабхарате, Рамаяне и ряде других текстов индуизма.
В его ашраме проживала корова Нандини, которая кроме молока давала пищу его жителям, исполняя их желания. Из-за желания иметь эту корову Вишвамитра поссорился с Васиштхой и оставил своё царство.
Считается автором трактата, посвящённого ведийской астрологии «Васиштха-самхита». Выступает одним из главных героев «Йога-Васиштхи». Считается автором гимнов VII мандалы «Ригведы» (в анукрамани у трёх из ста четырёх гимнов этой мандалы указаны также и другие авторы).
Описывается, что он всегда строго исполнял свой долг и следовал обрядам, предписанным священными писаниями.
С именем Васиштхи связана «Махамритьюмджая-мантра». Перед её распеванием индуистам традиционно рекомендуется выразить почтение Ганеше и самому Васиштхе.

## История

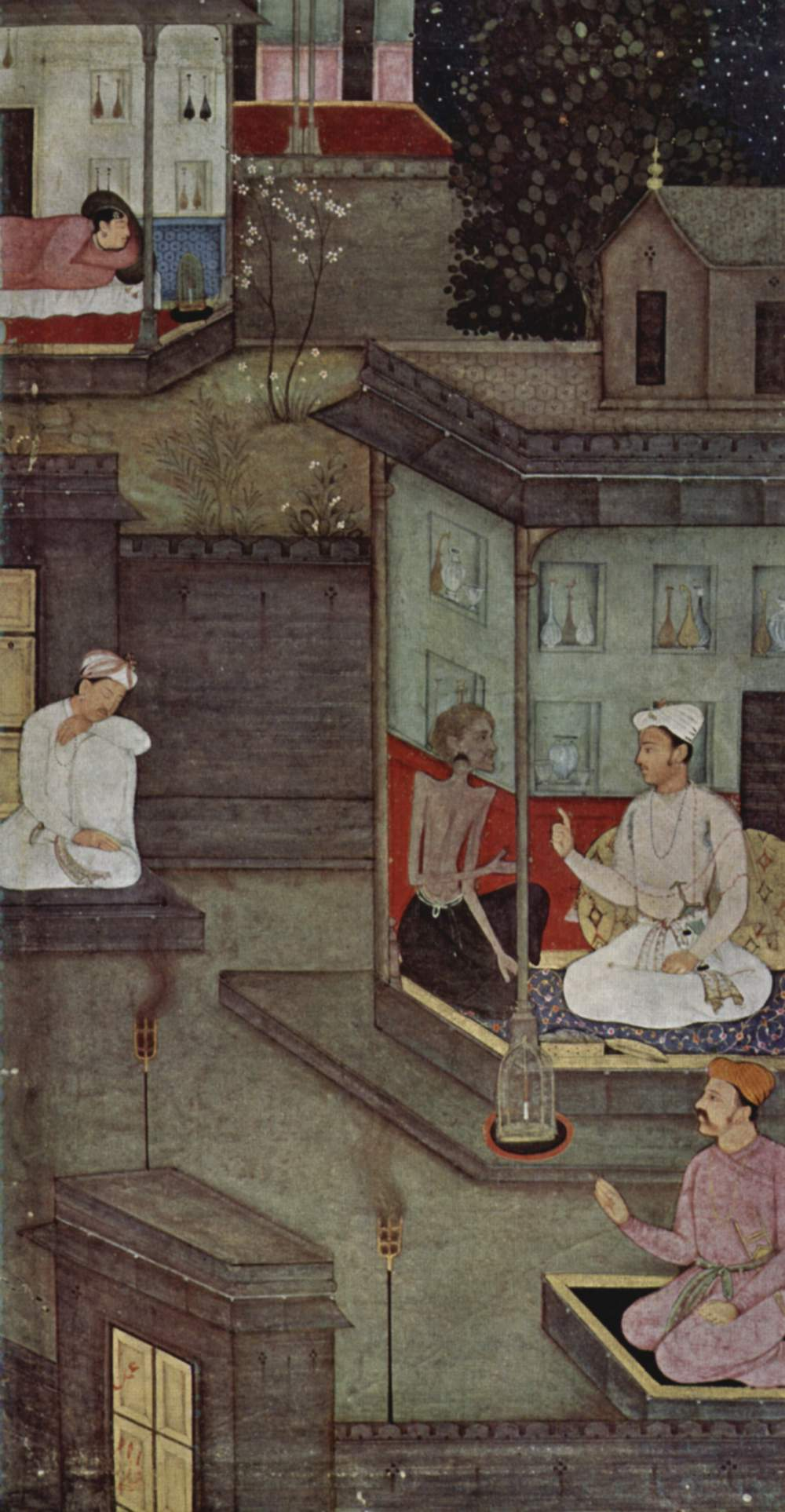
Миниатюра из рукописи «Йога-Васиштхи», 1602

Исторический Васиштха был одним из поэтов (риши) — авторов Ригведы и пурохитой (жрецом) Судасы Пайджаваны, вождя племени Бхарата.
В гимне Ригведы 7.33.9 Васиштха описывается как учёный, который перебрался через реку Сарасвати, чтобы основать свою школу. В какой-то момент он заменил Вишвамитру Гатхину на посту пурохиты Судаса. В более поздних индуистских текстах Вишвамитра и Васиштха давно враждуют, и учёные заявляют, что у них исторически была вражда по поводу положения Бхарата пурохита. Однако эта точка зрения подвергалась критике из-за отсутствия внутренних доказательств и проекции более поздних взглядов на Ригведу. При Судасе и Васиштхе Трицу-Бхараты выиграли Битву Десяти Царей. Судас решительно победил альянс, возглавляемый Пуру, в стратегических целях прорвав естественную дамбу на реке Рави, в результате чего большинство противников затонуло; победа приписывается благосклонности и стратегии Индры, бога-покровителя Бхаратов, чьи благословения были обеспечены обращёнными к нему гимнами Васиштхи.
Он был женат на Арундхати, и поэтому его также называли Арундхати Натхой, что означает муж Арундхати. Позже в индийской традиции считается, что этот регион был обителью мудреца Вьясы и Пандавов, пятью братьями из Махабхараты. В древних и средневековых индуистских текстах он обычно описывается как мудрец с длинными волосами, аккуратно завязанными в пучок, закрученный вправо, бородой, закруглёнными усами и тилакой на лбу.
В буддийских палийских канонических текстах, таких как Дигха-никая, Тевидджа-сутта описывается дискуссия между Буддой и ведическими учеными его времени. Будда называет имена десяти риши как «ранних мудрецов» и создателями древних стихов, которые были собраны и пропеты в его эпоху, один них — Васеттха (палийский «эквивалент» имени «Васиштха» на санскрите).

### Идеи
Вашиштха является автором седьмой книги Ригведы, одной из её «семейных книг» и одного из старейших гимнов ведических писаний индуизма. Гимны, составленные Васиштхой, посвящены Агни, Индре и другим богам, но, согласно Р. Н. Дандекару, в книге под редакцией Анай Кумар Гупта, эти гимны особенно важны для четырёх гимнов Индраварунау. В них заключено послание о преодолении «всех мыслей о фанатизме», предлагая реалистичный подход к взаимной «координации и гармонии» между двумя соперничающими религиозными идеями путем отказа от спорных идей каждой из них и поиска взаимодополняющего духовного ядра в обеих. Эти гимны провозглашают двух богов, Индру и Варуну, одинаково великими. В другом гимне, в частности в стихе 7.83.9 Ригведы, Васиштха учит, что ведические боги Индра и Варуна дополняют друг друга и одинаково важны, потому что один побеждает зло путем поражения врагов в битвах, а другой поддерживает добро во время мира посредством социально-этических отношений через закон. Седьмая мандала Ригведы Васиштхи представляет собой метафорический трактат. Вашиштха снова появляется как персонаж в индуистских текстах на протяжении всей своей истории, которые исследуют примирение между конфликтующими или противоположными идеологиями.
По словам Эллисона Финдли, профессора религии, гимны Васиштхи в Ригведе являются одними из самых интригующих во многих отношениях и влиятельными. Вашиштха подчеркивает, что средства должны быть такими же важными, как и цели в жизни, поощряя правдивость, преданность, оптимизм, семейную жизнь, разделение своего процветания с другими членами общества, среди других культурных ценностей.
С именем Васиштхи связана йогическая санскритская поэма, отражающая взгляды философии и психологии адвайта-веданты — «Йога Васиштха» (योग वासिष्ठ), созданная ориентировочно в шестом веке новой эры и переводившаяся в двадцатом веке на многие европейские языки (в том числе и на русский).